# HQ9+
HQ9+ — шуточный эзотерический язык программирования, созданный Клифом Биффлом во время зимних каникул в 2000-2001 годах, который состоит из четырёх команд, каждая из которых представляет один символ: H, Q, 9, и +. Этот язык не является полным по Тьюрингу.

## Команды
- Команда «H» выводит сообщение «Hello, world!»;
- Команда «Q» выводит исходный код программы, которая выполняется (то есть, куайн);
- Команда «9» выводит слова стихотворения 99 Bottles of Beer on the Wall[1];
- Команда «+» увеличивает на единицу (инкрементирует) счетчик, который больше никак нельзя использовать.

## Общие сведения
HQ9+ — это шуточный язык, каждая команда которого представляет собой обычную задачу, которую выполняет начинающий программист, когда учится программировать или когда изучает новый язык программирования. Обычное упражнение — написать программу, которая выводит сообщение «Hello, world!». Существуют некоторые языки программирования, на которых это действительно трудно сделать, однако для HQ9+ это элементарная задача, команда H выведет это сообщение. Одна из самых тяжёлых задач для многих языков программирования — создать куайн (программу, выводящую собственный код). На HQ9+ эти задачи становятся тривиальными.
Интерпретатор для HQ9+ очень легко написать, поэтому их было создано очень много. Например, интерпретатор HQ9+ на Python был написан приблизительно за 5 минут и имеет всего лишь 16 строк. Также существует транслятор, написанный на Си, который переводит исходный код с HQ9+ на Си и содержит всего лишь 40 строк.
Существует также другой шутливый язык программирования HQ9++, известный также как HQ9+ с классами, объектно-ориентированная версия, созданная Девидом Морган-Маром (David Morgan-mar). В ней добавлена новая команда, ++ , которая увеличивает счётчик два раза и создает объект. В соответствии с принципом сокрытия информации доступ к этому объекту невозможен.
Кроме того, существует язык HQ9±, в котором, по сравнению с HQ9++, добавлен оператор '-' для проверки правильности программы. Результаты проверки зависят от местонахождения оператора:
- если он стоит первым символом в программе, то это синтаксическая ошибка
- после «H» — происходит ошибка ввода-вывода
- после «Q» — программа уходит в бесконечную рекурсию (хорошая реализация должна рухнуть после переполнения стека)
- после «9» — начинается бесконечный цикл
- после «+» — производится деление единицы на ноль
- после «++» — выбрасывает виртуальное исключение, являющееся методом нового подкласса стандартного суперкласса. В соответствии с лучшими принципами сокрытия данных, не существует способа перехватить это исключение.

## Примеры
| Исходный код | Вывод           |
| ------------ | --------------- |
| H            | Hello world!    |
| HQ           | Hello world! HQ |
| QQQQ         | QQQQ            |
| Q+Q+Q        | Q+Q+Q           |

## Реализации
Язык является очень простым для реализации. Ниже приведена реализация интерпретатора на Python.
```
first_string_pattern
 
=
 
'
{0}
 
{1}
 of beer on the wall, 
{0}
 
{1}
 of beer.'

second_string_pattern
 
=
 
'Take one down and pass it around, 
{}
 
{}
 of beer on the wall.'

counter
 
=
 
0

source
 
=
 
input
()

for
 
c
 
in
 
source
:

    
if
 
c
 
==
 
'H'
:

        
print
(
'Hello world!'
)

    
elif
 
c
 
==
 
'Q'
:

        
print
(
source
)

    
elif
 
c
 
==
 
'9'
:

        
for
 
bottle
 
in
 
range
(
99
,
 
0
,
 
-
1
):

          
with_right_postfix
 
=
 
'bottles'
 
if
 
bottle
 
!=
 
1
 
else
 
'bottle'

          
print
(
first_string_pattern
.
format
(
bottle
,
 
with_right_postfix
))

          
with_right_postfix
 
=
 
'bottles'
 
if
 
bottle
 
-
 
1
 
!=
 
1
 
else
 
'bottle'

          
print
(
second_string_pattern
.
format
(
bottle
 
-
 
1
 
if
 
bottle
 
-
 
1
 
!=
 
0
 
else
 
'no more'
,
 
with_right_postfix
))

          
print
()

        
print
(
'No more bottles of beer on the wall, no more bottles of beer.'
)

        
print
(
'Go to the store and buy some more, 99 bottles of beer on the wall.'
)

          
    
elif
 
c
 
==
 
'+'
:

        
counter
 
+=
 
1

    
else
:

        
print
(
'Syntax error!'
)

```

Реализация на C++:
```
#include
 
<iostream>

#include
 
<conio.h>

using
 
namespace
 
std
;

int
 
main
()

{

    
system
(
"title HQ9+"
);

    
int
 
count
 
=
 
0
;

    
string
 
source
;

    
char
 
ch
;

    
cout
 
<<
 
"Source: "
;

    
cin
 
>>
 
source
;

    
system
(
"cls"
);

    
for
(
int
 
i
 
=
 
0
;
 
i
 
<
 
source
.
size
();
 
i
++
)

    
{

        
ch
 
=
 
source
[
i
];

        
if
(
ch
 
==
 
'H'
)

        
{

            
cout
 
<<
 
"Hello, World!"
 
<<
 
endl
;

        
}
 
else
 
if
(
ch
 
==
 
'Q'
)

        
{

            
cout
 
<<
 
source
 
<<
 
endl
;

        
}
 
else
 
if
(
ch
 
==
 
'9'
)

        
{

            
for
(
int
 
beer
 
=
 
99
;
 
beer
 
>
 
1
;
 
beer
--
)

            
{

                
cout
 
<<
 
beer
 
<<
 
" bottles of beer on the wall, "
 
<<
 
beer
 
<<
 
" bottles of beer"
 
<<
 
endl
;

                
cout
 
<<
 
"Take one down, pass it around, "
 
<<
 
beer
 
-
 
1
 
<<
 
" bottles of beer on the wall!"
 
<<
 
endl
;

                
cout
 
<<
 
endl
;

            
}

            
cout
 
<<
 
"1 bottle of beer on the wall, 1 bottle of beer."
 
<<
 
endl
;

            
cout
 
<<
 
"Take one down and pass it around, no more bottles of beer on the wall."
 
<<
 
endl
;

            
cout
 
<<
 
endl
;

            
cout
 
<<
 
"No more bottles of beer on the wall, no more bottles of beer."
 
<<
 
endl
;

            
cout
 
<<
 
"Go to the store and buy some more, 99 bottles of beer on the wall."
 
<<
 
endl
;

        
}
 
else
 
if
(
ch
 
==
 
'+'
)

        
{

            
count
++
;

        
}
 
else

        
{

            
cout
 
<<
 
"Syntax error!"
 
<<
 
endl
;

        
}

    
}

    
getch
();

    
return
 
0
;

}

```